# 青柳尊哉
青柳 尊哉（あおやぎ たかや、1985年2月6日 - ）は日本の俳優、声優。佐賀県佐賀市出身。劇団・ねじリズムの一員。2021年10月より舘プロ所属。

## 人物・略歴
- 生誕地は兵庫県尼崎市[1]で、父親の転勤で5歳から中学3年生の12月まで長野県松本市で過ごした。佐賀県には実質上京するまでの約2年〜3年程度。17歳の時に俳優を志し、佐賀県から上京した[8]。
- 血液型O型。身長177cm。
- 趣味は観察、鑑賞、観戦、お酒。無類の酒好きで、俳優仲間とも飲んで過ごすことが多い。
- 特技はサッカー、料理[6]。芽ねぎが好物。
- 四人兄妹の長男で、一番下に妹がいる[9]。
- 2016年、特撮テレビドラマ『ウルトラマンオーブ』で宿敵・ジャグラスジャグラー役をオーディションにて射止める。最初は主演のガイ役およびレギュラーの松戸シン役でオーディションに参加するも、急遽ジャグラー役に選ばれた[6][10]。
- 上記オーディションでの選出が田口清隆の一声だったこともあり、ウルトラマンオーブ以降、親友と称して率先して田口組の飲み会、作品に参加している[11]。
- 2021年3月22日に公式ツイッターにて所属していたアルファセレクションを退社したことを発表した[12]。
- 2021年4月1日に公式ツイッターにて声優の湯浅かえでと入籍したことを発表した[5]。
- 2021年10月5日に公式ツイッターにて舘プロに所属したことを発表した[13]。

## ウルトラシリーズへの出演
『ウルトラマンオーブ』で演じたジャグラス ジャグラーは当初、子供のトラウマになるような悪役を目指していたと語っている。しかし、青柳の思惑とは裏腹に人気を博し、ファンから「ジャグジャグ」とあだ名が付けられるに至った。
また、『ウルトラマンZ』では地球人のふりをしているという設定で、再びジャグラスジャグラーを演じている。これは青柳本人の「いつかまたジャグラー役で出たい」というかねてよりの意向や、『オーブ』『Z』で監督を務めた田口清隆が「ジャグラーは枯らしたい」という理由で『Z』制作にあたってオファーを出したことによるものである。青柳自身は実現するとは思っておらず、最初は戸惑ったという。
青柳について『Z』で共演した平野宏周は、新型コロナウイルスの影響で撮影が中断した際にモチベーションが落ちないよう連絡を取るなど周囲への気配りができると証言しており、同じく共演した松田リマと黒木ひかりも、ベテランながら気さくで周囲に話を振ったり芝居でも引っ張るなど、青柳自身も役と同様のリーダー的存在であると述べている。

## 出演

### テレビドラマ
- ライオン先生 第1話（2003年10月13日、日本テレビ） - 生徒 役
- Pinkの遺伝子（2005年10月 - 12月、テレビ東京）
- DRAMA COMPLEX 松本清張スペシャル・指（2006年2月21日、日本テレビ） - 男優 役
- マイ☆ボス マイ☆ヒーロー 第7話（2006年8月19日、日本テレビ） - 真喜男とひかりに絡んだ男 役[19]
- ライオン丸G（2006年、テレビ東京） - アキラ 役
- 火曜ドラマゴールド 現代に甦った闇の死置人 あなたの怨み晴らします 「少年犯罪」（2007年1月16日、日本テレビ） - 少年C 役
- セクシーボイスアンドロボ 第8話（2007年5月29日、日本テレビ） - 男の子 役
- 新宿スワン 第6話（2007年9月29日、テレビ朝日） - スカウト 役
- 音女 強振するオトメ（2008年6月19日、テレビ朝日） - 若い男 役
- 東京少女シリーズ（BS-i）
  - 東京少女 大政絢（2008年7月5日・12日） - 茶髪男（第1話）、チラシ配りのお兄さん（第2話） 役
  - 東京少女 草刈麻有 第4話（2008年10月25日） - 勅使河原嘉男 役
- ケータイ刑事 銭形命 第6話（2009年8月8日、BS-TBS） - 高望竹刀 役
- 警視庁捜査一課9係シリーズ（テレビ朝日）
  - 新・警視庁捜査一課9係 season1 第8話「殺人歌姫」（2009年8月26日） - レコーディングスタッフ 役
  - 警視庁捜査一課9係 season7 第3話「シェフ殺人事件」（2012年7月18日） - 二宮幸也 役
  - 警視庁捜査一課9係 season10 第9話「四角い死体」（2015年6月24日） - オルフェリンクス 社長・若田陽一 役
- 特捜9 Season2 第10話「時間差心中」（2019年6月19日、テレビ朝日） - 森山隆一の孫・森山健司 役
- GTO 第1話（2012年7月3日 - 、関西テレビ） - 不良 役
- 月曜ゴールデン 十津川警部シリーズ 第48作「江ノ電に消えた女・十津川警部への挑戦状」（2012年10月22日、TBS） - チンピラ 役
- ダブルフェイス 偽装警察編（2012年10月27日、WOWOW） - 織田組構成員 役
- ハンチョウ〜警視庁安積班〜 第6シリーズ 第7話（2013年2月25日、TBS）
- 刑事のまなざし 第5話（2013年11月4日、TBS）
- 闇金ウシジマくん Season2 第1話（2014年1月16日、毎日放送） - ニュー・ロマンサーNo.1ホストの一聖 役
- TEAM -警視庁特別犯罪捜査本部- 第3話（2014年4月30日、テレビ朝日） - 高木雄介 役
- MOZU Season2〜幻の翼〜（2014年、WOWOW・TBS） - 正木刑事 役
- SAKURA〜事件を聞く女〜 第4話（2014年11月10日、TBS） - 橋口康一 役
- 仮面ライダーシリーズ（テレビ朝日）
  - 仮面ライダードライブ 第18話・第19話（2015年2月15日・22日） - 宇津木壮 役
  - 仮面ライダーガッチャード 第28話・第29話（2024年3月24日・31日） - スターシャイン星野[20]、グランドサターンの声、ナインテイルの声 役
- 水曜ミステリー9 北海道警事件ファイル 警部補 五条聖子 第4作「小樽・余市・積丹殺人ルート」（2015年7月15日、テレビ東京） - 瀬戸卓也 役[21]
- 刑事7人 Season1 第3話（2015年7月29日、テレビ朝日） - 井上芳樹 役[22]
- ウルトラシリーズ（テレビ東京）
  - ウルトラマンオーブ（2016年7月9日 - 12月24日） - ジャグラスジャグラー 役
  - ウルトラマンクロニクル ZERO&GEED 第18話（2020年5月9日） - ジャグラスジャグラー 役
  - ウルトラマンZ（2020年6月20日 - 12月19日） - ヘビクラショウタ / ジャグラスジャグラー 役[23][24]
- UEFA EURO 2016 サッカー欧州選手権ナビ（WOWOW）
- 緊急取調室 SECOND SEASON 第1話・第2話・第5話・第8話・最終話（2017年4月20日・27日・5月18日・6月8日・15日、テレビ朝日） - 捜査一課一係刑事・新月 役
- ガタの国から（2017年7月14日、NHK佐賀放送局 / 7月19日、NHK BSプレミアム） - 山津ピロシキ 役
- わにとかげぎす 第4話 - 第9話（2017年8月16日 - 9月20日、TBS） - ヤクザ・山高 役
- ゆうべはお楽しみでしたね（毎日放送、2019年2月12日） - コウジ 役
- 警視庁機動捜査隊216 第9作「硝子（ガラス）の絆」（2018年6月18日、TBS） - 渋谷南警察署地域課巡査・安武信夫 役
- 日曜プライム「おかしな刑事21」（2019年） - 大貫礼治 役
- 大河ドラマ 青天を衝け 第29話・第30話（2021年10月3日 - 10日 、NHK） - 江口純三郎 役
- 遺留捜査 第7シーズン （2022年8月11日 、テレビ朝日） - 植木翔吾 役[25]
- アイドル失格（2024年1月13日 - 、BS松竹東急）[26]
- ドラマW ゴールデンカムイ -北海道刺青囚人争奪編- 第1話・第3話（2024年10月6日・20日、WOWOW） - 小宮幾太郎 役

### バラエティ
- ドォーモ「いい男勝ち抜きバトル」「デートポイント」（2001年・2002年、九州朝日放送）
- 龍馬に会いに行く!2泊3日ドライブの旅（2010年3月28日、BSジャパン）
- ザ!世界仰天ニュース 愛に涙があふれるSP「余命3ヶ月…王監督との約束」（2015年2月18日、日本テレビ） - 藤井将雄 役[27]

### 映画
- フライ,ダディ,フライ（2005年7月9日公開）
- スケバン刑事 コードネーム=麻宮サキ（2006年9月30日公開） - 青木 役
- DEATH FILEシリーズ
  - DEATH FILE（2006年10月27日公開） - 木村大輔 役
  - DEATH FILE2（2007年1月26日公開） - 木村大輔 役
- 荒くれKNIGHT（2007年4月28日公開） - 嘉納兄弟・弟 役
- クローズZERO II（2009年4月11日公開）
- 腐女子彼女。（2009年5月2日公開） - フットマン兼重 役
- Departed to the future（2009年、ゆうばり国際ファンタスティック映画祭2009正式出品作品） - キャバクラのボーイ 役
- キリトル（2009年7月11日公開） - 主演・コーイチ 役
- 静かなるドン 新章（2009年9月5日公開） - チンピラ 役
- 走り屋ZERO II（2009年6月20日公開） - 島村 役
- 仮面ライダー×仮面ライダー×仮面ライダー THE MOVIE 超・電王トリロジー EPISODE YELLOW お宝DEエンド・パイレーツ（2010年6月19日公開）
- 極道兵器（2011年7月23日公開） - ヤギ 役
- Father「手を伸ばせば」（2013年11月2日公開） - 主演・前田信行 役
- 清須会議（2013年11月9日公開）
- 少女は異世界で戦った（2014年9月27日公開） - 加々美SP 役
- 進撃の巨人 ATTACK ON TITAN（2015年8月1日公開） - 立体機動兵ケンセイ 役
  - 進撃の巨人 ATTACK ON TITAN エンド オブ ザ ワールド（2015年9月19日公開） - 立体機動兵ケンセイ 役
- 秘密 THE TOP SECRET（2016年8月6日公開）
- 怒り（2016年9月17日公開） - 第4の山神 役
- ウルトラシリーズ
  - 劇場版 ウルトラマンオーブ 絆の力、おかりします!（2017年3月11日公開） - ジャグラスジャグラー 役
  - 劇場版 ウルトラマンジード つなぐぜ! 願い!!（2018年3月10日公開） - ジャグラスジャグラー 役[28]
- 劇場版 炎の天狐トチオンガーセブン 閻魔堂!地獄の大決戦!!（2018年11月18日公開） - 鬼魔獣人オニウラミ 役
- HE-LOW（2018年） - 主演・赤城修介 / ゴゴレッド 役
  - HE-LOW THE SECOND（2019年）
  - HE-LOW THE FINAL（2022年5月27日公開）
- アイアンガール FINAL WARS（2019年2月16日公開[29]） - 葛城ジョー 役
- 美しすぎる議員（2019年3月16日公開） - 主演・村上一朗 役 ※川村ゆきえとダブル主演[30]
- さよならくちびる（2019年5月31日公開)
- 12人のイカれたワークショップ（2021年11月19日公開)
- 大怪獣ブゴン（2022年8月19日公開） - 主演・大里 役[31][32]
- 温泉シャーク（2024年7月5日公開）[33]

### Web映画
- 新幹線大爆破（2025年4月23日、Netflix） - 向井悟 役[34]

### Webドラマ
- ネスレコーヒーWEBショートムービー
- コニカミニルタマンII〜いちばんはじめの社員（2012年12月12日 - ） - 主演・タツヤ 役
- 進撃の巨人 ATTACK ON TITAN 反撃の狼煙（2015年、dTV） - 立体機動兵ケンセイ 役
- 日本集中治療医学会（2016年2月14日 - ） - 主演・新人医師 役
- ウルトラマンオーブ THE ORIGIN SAGA（2016年12月26日 - 2017年3月13日、Amazonプライム・ビデオ） - ジャグラスジャグラー 役
- セブンガーファイト（2021年3月17日 - 4月23日、TSUBURAYA IMAGINATION） - ヘビクラ / ジャグラー（声） 役
- さらば、銃よ 警視庁特別銃装班 第7話・第8話（2023年4月14日、Lemino） - タカヤ 役[35]
- ヨドンナ THE FINAL（2024年3月3日、東映特撮ファンクラブ） - 寒山 役[36]

### 舞台
- K'sプロデュース 第4回公演 水無月の島（2007年6月5日 - 10日、シアターVアカサカ） - 健一 役
- 劇団オフィス3○○公演 りぼん（2007年12月6日 - 2008年1月9日、吉祥寺シアター 他）
- プラスイズム
  - Vol.6 MURAISM（2008年11月12日 - 18日、新宿シアターブラッツ）
  - Vol.7 pride（2009年6月11日 - 15日、池袋シアターグリーン） - ポコ 役
  - Vol.9 トライフル（2010年7月27日 - 8月1日、池袋シアターグリーン）
- 劇団PATHOS PACK Vol.4 ユエナキ子（2009年9月12日 - 18日、吉祥寺シアター）
- 劇団DOGADOGA+ 第6回公演 贋作・人形の家2009（2009年11月12日 - 16日、浅草東洋館）
- パン・プランニング 丹波屋＜喧嘩＞物語（2009年12月2日 - 6日、THEATRE1010） - 植田さとし 役（ダブルキャスト）
- 愛のメモリー（2010年2月2日 - 7日、スペース107）
- ねじリズム
  - 旗揚げ公演 ねじらない。（2010年3月26日 - 28日、中野スタジオあくとれ）
  - 第2回公演 信者A（2010年11月5日 - 7日、新宿タイニイアリス）
  - 第3回公演 贋作・蝶番（2011年4月13日 - 17日、新宿タイニイアリス）
  - 番外公演 ねじ四季（2011年12月6日 - 11日、渋谷ルデコ）
  - 第4回公演 鈍詰（2012年4月18日 - 22日、下北沢off・offシアター）
  - 第5回公演 ゾンビの森の留吉（下北沢off･offシアター）
- クロコダイルセンター 第1回公演 太郎の婚カツ〜嘘つきは○○の始まり〜（2010年10月14日 - 16日、浅草木馬亭）
- 角角ストロガのフ
  - 第5回公演 角角ストロガのフ版アラビアンナイト!獣従承知（2010年12月16日 - 20日、王子小劇場）
  - 第6回公演 雑種愛（2011年11月24日 - 28日、王子小劇場）
  - 第7回公演 昆虫美学（2012年2月15日 - 2月20日、王子小劇場）
  - 第10回公演 時刑（吉祥寺シアター）
- マドカ Vol.1 もういないけど、ここにいるよとしがみつく（2011年3月9日 - 13日、阿佐ヶ谷アルシェ）
- 素直になれたら～Returns～ - 水野健次 役
- 劇団ホチキス「逆鱗アンドロイド」（池袋芸術劇場シアターwest）
- BLOODY POETRY（赤坂レッドシアター）
- 受取人不明 ADDRESS UNKNOWN（2018年、赤坂レッドシアター）
- PLAY/GROUND Creation #4「CLOSER」 [side-B]（2022年12月10日 - 18日、シアター風姿花伝） - ラリー 役[37]
- 信長未満—転生光秀が倒せない—（2023年3月23日 - 26日、KAAT神奈川芸術劇場）- ASHIKAGA兄 役
- CINEMATIC STAGE『危いことなら銭になる』（2023年10月7日 - 15日、ニッショーホール / 10月21日・22日、京都劇場） - 沖田健 役[38]
- Last Stage「売春捜査官」（2024年1月17日 - 21日、シアターKASSAI） - 水野 役[39]
- "名作に触れる"シリーズ 第1回「江戸川乱歩 短編集」（2024年3月15日 、ザムザ阿佐谷）[40]

### イベント
- 沖直実の見えるラジオ的いい男祭〜2008秋〜（2008年10月18日）

### PV
- DOBERMAN INFINITY「to YOU」（2018年）

### 携帯サイト
- 発掘!イケメン大好き!

### ネット配信
- IMAGINATION MONTHLY ONLINE LIVE 〜尊哉の部屋〜（2021年5月26日 - 、TSUBURAYA IMAGINATION） - MC

### テレビアニメ
- HUNTER×HUNTER（第2作）（2013年） - ジスパー 役
- 寄生獣 セイの格率（2014年） - 草野 役[41]
- 怪獣娘 〜ウルトラ怪獣擬人化計画〜（第2期）（2018年） - JJ 役
- 中間管理録トネガワ（2018年） - 菊地 役[42]
- 怪人開発部の黒井津さん（2022年） - 斜陽戦士ゴゴレッド 役
- クレバテス-魔獣の王と赤子と屍の勇者-（2025年） - ガルト 役[初出 1]

### Webアニメ
- ULTRAMAN（2023年） - 五条隊員 役[43]

### 吹き替え
- Ultraman: Rising（2024年） - アオシマ隊員 役[44]

### 玩具
- ウルトラマンオーブ DXダークリング（2017年3月） - ジャグラスジャグラー 役
- ウルトラマンZ DXダークゼットライザー（2021年2月） - ヘビクラショウタ / ジャグラスジャグラー 役
- ウルトラマンZ ウルトラゼットライザー -MEMORIAL EDITION-（2021年6月） - ヘビクラショウタ / ジャグラスジャグラー 役
- 幻界魔剣 ベリアロク -Deathcium Talking Ver.-（2021年8月） - ヘビクラショウタ / ジャグラスジャグラー 役
- ウルトラマンオーブ ウルトラレプリカ ダークリング（2023年3月） - ジャグラスジャグラー 役

## 書籍
- HIRO VISION 8月号 ウルトラマンオーブ特集
- ホビージャパン宇宙船 vol.154,155
- HYPER HOBBY PRESENTS キャラクターランド Vol.7
- HYPER HOBBY PRESENTS キャラクターランドSpecial ウルトラマンオーブ THE ORIGIN SAGA
- ウルトラマンオーブ 完全超全集（小学館）
- 1st写真集『aLife』(TWJ)
- ウルトラマンZ 全バトルクロニクル（講談社）
- ウルトラマンZ完全超全集（小学館）
- ジャグラス ジャグラークロニクル写真集（小学館）

### 初出話一覧
1. ↑  第5話初出